# Bjørn Tore Hoem
Bjørn Tore Hoem Nilsen (Molde, Noruega, 12 de abril de 1991) es un ciclista noruego que fue profesional entre 2011 y 2019.

## Trayectoria
Hoem comenzó su carrera en CK NOR, pero se unió al equipo continental noruego Plussbank Cervélo antes de la temporada 2011 con Atle Kvålsvoll.
Hoem apareció en el escenario internacional por primera vez durante el Campeonato Mundial Sub-23 de ciclismo de ruta en 2011. Terminó con los favoritos y terminó en el puesto 33 en el esprint masivo ganado por Arnaud Démare de Francia.
En junio de 2014, Hoem se llevó la plata durante la contrarreloj en los Campeonatos Nacionales de Eidsvoll. Completó los 40 kilómetros en un tiempo de 48,54, 1,12 detrás del campeón noruego Reidar Borgersen del Team Joker y un segundo por delante del ganador de bronce y compañero de equipo Andreas Vangstad.
Hoem firmó con el Team Joker antes de la temporada 2015.
Al no encontrar equipo para 2020, en diciembre de 2019 anunció su retirada a los 28 años de edad.

## Palmarés
2014
- 2.º en el Campeonato de Noruega Contrarreloj

2015
- 1 etapa del Tour de Normandía
- 1 etapa del Tour de Alsacia